# Avon Championships of Washington 1982
Avon Championships of Washington 1982  — жіночий тенісний турнір, що проходив на закритих кортах з килимовим покриттям (Sporteze) GWU Charles Smith Center і Capital Centre у Вашингтоні (США). Належав до Avon Championships Circuit 1982. Турнір відбувся вдев'яте і тривав з 4 січня до 11 січня 1982 року. Друга сіяна Мартіна Навратілова здобула титул в одиночному розряді й отримала за це 40 тис. доларів США.

## Фінальна частина

### Одиночний розряд
Мартіна Навратілова —  Енн Сміт 6–2, 6–3
- Для Навратілової це був перший титул в одиночному розряді за сезон і 56-й — за кар'єру.

### Парний розряд
Кеті Джордан /  Енн Сміт —  Мартіна Навратілова /  Пем Шрайвер 6–2, 3–6, 6–1

## Розподіл призових грошей
| Дисципліна       | П       | F       | ПФ     | ЧФ     | 1/8    | 1/16   |
| Одиночний розряд | $40,000 | $20,000 | $9,900 | $4,800 | $2,500 | $1,350 |